# ВЕС Круча Норт
ВЕС Круча Норт — вітрова електростанція в Румунії у повіті Констанца.
Майданчик для станції обрали на сході країни в регіоні Добруджа, відомому своїми сильними вітрами. У 2014 році тут ввели в експлуатацію 36 вітрових турбін данської компанії Vestas типу V112/3000 із одиничною потужністю 3 МВт. При діаметрі ротора в 112 метрів вони монтувались на башти висотою 119 метрів.
Видача продукції відбувається по ЛЕП 110 кВ довжиною 8,8 км до підстанції Ступіна, на якій встановили додатковий трансформатор 110/400 кВ. Також у межах проекту проклали 43 км кабелів для роботи під напругою 33 кВ та 6 км доріг (відремонтували 45 км доріг).